# Euthalia eporidorix
Euthalia eporidorix är en fjärilsart som beskrevs av Hans Fruhstorfer 1913. Euthalia eporidorix ingår i släktet Euthalia och familjen praktfjärilar. Inga underarter finns listade i Catalogue of Life.